# راز گل
راز گل، نام یک آلبوم موسیقی به خوانندگی علیرضا افتخاری، با آهنگسازی محمد آذری و تنظیم‌کنندگی مجتبی میرزاده است. این اثر در دستگاه نوا و آواز دشتی اجرا شده‌است. این اثر در سال ۱۳۶۸ منتشر شده‌است.سه قطعهٔ بی‌کلام از ساخته‌های محمد آذری در این آلبوم اجرا شده‌است. هم چنین دو قطعه آواز با تکنوازی کمانچه سهیل ایوانی، یک قطعه آواز با تکنوازی نی بهزاد فروهری، یک قطعه آواز با تکنوازی سه تار مجتبی میرزاده در این آلبوم اجرا شده‌است.محمد آذری آهنگسازی دو تصنیف «حال خونین دلان» و «کمان ابرو» را بر عهده داشته‌است. آهنگساز تصنیف «با ما منشین» (نازار دلی) حبیب سماعی (نوازنده سرشناس سنتور) و تنظیم‌کننده اولیه آن فرامرز پایور می‌باشد. ملودی قطعات بی‌کلام «راز گل» و «شکفتن» در ساختن تصنیف «کمان ابرو» (نوا) و ملودی قطعه بی‌کلام «مژده» در ساختن تصنیف «خونین دلان» (دشتی) استفاده شده که آهنگساز تمام این قطعات بی‌کلام و تصانیف محمد آذری می‌باشد. علیرضا افتخاری در برنامه «با کاروان شعر و موسیقی» تلویزیون با اجرای سهیل محمودی عنوان نمود تصانیف «حال خونین دلان» و «کمان ابرو» کارعمل ایشان می‌باشد. تنظیم تمام قطعات بی‌کلام و تصانیف «حال خونین دلان» و «کمان ابرو» و تنظیم جدید تصنیف «نازار دلی» (با ما منشین) برای ارکستر برعهده مجتبی میرزاده بوده‌است.

## شرح

### هنرمندان
- خواننده: علیرضا افتخاری
- آهنگسازان: محمد آذری (علیرضا افتخاری)، حبیب سماعی
- تنظیم کننده: مجتبی میرزاده

#### تکنوازان
- مجتبی میرزاده (سه‌تار)
- بهزاد فروهری (نی)
- سهیل ایوانی (کمانچه)

ارکستر زهی:
ارسلان کامکار، همایون رحیمی، هادی آزرم، محمد بیگلری، عمادرضا نکویی، کریم قربانی، علیرضا خورشیدفر
ارکستر سنتی:
نی: حسن ناهید، کمانچه: مجتبی میرزاده، تنبک: محمد فرهمند، تار: شهریار فریوسفی، دف: فرزاد عندلیبی، عود: محمد فیروزی، سنتور: محمد آذری

## قطعات

### نوا
| ردیف | آهنگ                                                                            |
| ۱    | قطعه راز گل، آهنگساز محمد آذری، تنظیم مجتبی میرزاده                             |
| ۲    | آواز همراه با کمانچه سهیل ایوانی                                                |
| ۳    | قطعه شکفتن، آهنگساز محمد آذری، تنظیم مجتبی میرزاده                              |
| ۴    | آواز همراه با کمانچه سهیل ایوانی                                                |
| ۵    | تصنیف کمان ابرو، آهنگساز محمد آذری (کارعمل علیرضا افتخاری)، تنظیم مجتبی میرزاده |

### دشتی
| ردیف | آهنگ |
| ۶    | قطعه مژده، آهنگساز محمد آذری، تنظیم مجتبی میرزاده                                                                         |
| ۷    | آواز همراه با نی بهزاد فروهری                                                                                             |
| ۸    | تصنیف حال خونین‌دلان، آهنگساز محمد آذری (کارعمل علیرضا افتخاری)، تنظیم مجتبی میرزاده                                       |
| ۹    | آواز همراه با سه‌تار مجتبی میرزاده                                                                                         |
| ۱۰   | تصنیف با ما منشین (نازار دلی)، آهنگساز حبیب سماعی، تنظیم مجتبی میرزاده (تنظیم اولیه فرامرز پایور، با صدای محمدرضا شجریان) |

## مقاله
سهراب پورناظری (آهنگساز) در روزنامه شرق یک متن با تیتر یاد ایام دربارهٔ این آلبوم منتشر کرد. در این متن از علیرضا افتخاری یکی از پرقدرترین آوازخوانان ایرانی و مجتبی میرزاده را جزو بهترین ویولن نوازان تاریخ موسیقی ایران معرفی کرد و از این اثر تقدیر کرد.
علیرضا افتخاری در برنامه «با کاروان شعر و موسیقی» تلویزیون با اجرای سهیل محمودی عنوان نمود تصانیف «حال خونین دلان» و «کمان ابرو» کارعمل ایشان می‌باشد.